# Ganymède (eunuque)
Pour les articles homonymes, voir Ganymède (homonymie).
Ganymède (mort en 47 av. J.-C.) est un eunuque à la cour de Cléopâtre et adversaire de Jules César.

## Histoire
Ganymède est le tuteur de la demi-sœur et rivale de Cléopâtre, Arsinoé. Lorsque la guerre civile éclate entre Ptolémée XIII et Cléopâtre, Arsinoé se range du côté de Ptolémée, s'échappant du palais en compagnie de Ganymède pour prendre le commandement de l'armée. Elle fait exécuter Achillas, le général de l'armée qui était avec Pothin coupable du meurtre de Pompée, et nomme Ganymède à sa place,,.
Pendant que Achillas assiège Alexandrie, l'armée de Ganymède prend le contrôle des canaux qui alimentent, depuis le Nil, Alexandrie en eau. Sous ses ordres, les canaux qui approvisionnent les citernes utilisées par César sont remplies d'eau salée. Les armées romaines paniquent et César doit faire face à la situation. Sachant qu'Alexandrie est construite sur du calcaire, celui-ci fait forer rapidement des puits, rétablissant l'approvisionnement en eau et apaisant ses soldats,,.
Deux jours après, la 37e légion romaine, aussi à court d'eau, arrive par mer en Égypte mais des vents contraires l'empêchent d'accoster à Alexandrie. César sort avec sa flotte pour l'approvisionnement mais plusieurs marins, envoyés à terre pour trouver de l'eau, sont capturés par la cavalerie de Ganymède, qui informe le général de la position de César.
Utilisant tous les navires à sa disposition, Ganymède engage alors César dans une bataille navale que remporte le Romain. Ganymède parvint à s'échapper et organise une flotte encore plus puissante avec laquelle il livre une nouvelle bataille contre l'amiral de César, Euphranor : elle se solde par une défaite encore plus cuisante,.
Lassés d'Arsinoé et de Ganymède, les officiers égyptiens souhaitent que leur roi les dirige et une délégation demande à César la remise de Ptolémée XIII, en échange d'Arsinoé et de la paix. Mais César temporise, reçoit des renforts et remporte la bataille du Nil qui s'avère décisive. Ganymède meurt au combat en 47 av. J.-C..

## Source de traduction
- (en) Cet article est partiellement ou en totalité issu de l’article de Wikipédia en anglais intitulé « Ganymedes (eunuch) » (voir la liste des auteurs).